# Westchester (Los Angeles)
Pour les articles homonymes, voir Westchester.
Westchester est un quartier de Los Angeles, en Californie.

## Présentation
Le quartier est situé dans la zone de South Bay.